# Stefan Krause (Synchronsprecher)

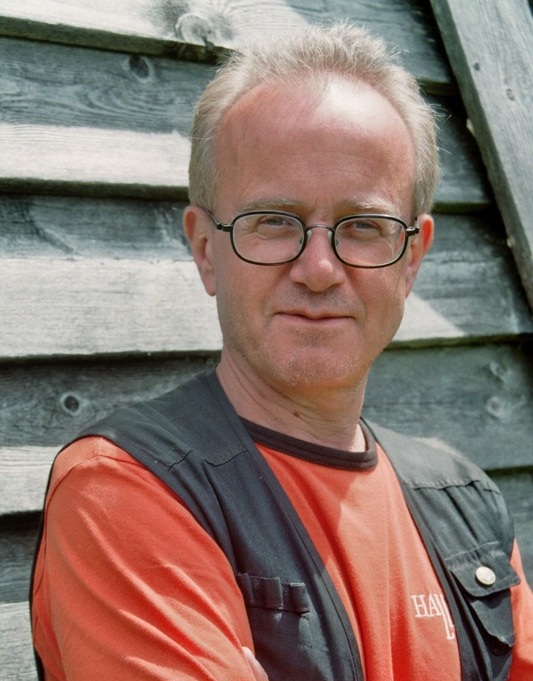
Stefan Krause 2012

Stefan Krause (* 1. Oktober 1958 in West-Berlin) ist ein deutscher Synchronsprecher, Hörspielsprecher, Schauspieler und Musiker. Er synchronisiert wiederkehrend Paul Giamatti und Billy Boyd. Bekannt ist er zudem als deutsche Stimme von Hui Buh in der seit 2008 erscheinenden Neuauflage der gleichnamigen Hörspielreihe von Europa. Besondere Aufmerksamkeit erzielte Stefan Krause durch die Synchronisation des Schauspielers Philip Seymour Hoffman in Capote, für die er 2007 mit dem Deutschen Preis für Synchron ausgezeichnet wurde.

## Leben und Wirken
Der Sohn des Synchronregisseurs Rudolf Krause und der Schauspielerin Ingeburg Krause wuchs als jüngstes von drei Geschwistern in Berlin auf. Der Empfehlung seiner Musiklehrerin folgend wurde er als junger Schüler Mitglied des RIAS Kinderchors.

### Synchronisation

#### 1970er Jahre
Synchronfirmenbeauftragte, die dort Nachwuchs für die Besetzung von Jugendrollen suchten, luden Krause zu einem Probesprechen ein. Es boten sich erste Aufnahmen für Nebendarsteller an, bevor Krause 1968 in der Kinderserie Skippy, das Känguruh eine der beiden Hauptrollen übernahm. Wenig später wurden ihm zudem erste Aufträge für Hörspielproduktionen zuteil, unter anderem in Morgens um sieben ist die Welt noch in Ordnung oder als Findelkind Mowgli in Das Dschungelbuch 2. Neben Schauspielern wie Fritz Tillmann, Rolf Schult, Edgar Ott und Martin Hirthe war Krause 1972 in der Rolle des Jim Hawkins in Die Schatzinsel zu hören, mit wenigen Monaten Abstand folgte die Besetzung auf Eric Shea als Robin Shelby im Katastrophenfilm Die Höllenfahrt der Poseidon. Während seiner Schulzeit, in der Krause auch das Klavierspiel erlernte, kamen weitere Engagements hinzu, darunter als Karlsson auf dem Dach in der gleichnamigen Verfilmung von 1974 oder als deutsche Stimme von Scott Jacoby in Das Mädchen am Ende der Straße 1976.
Nach seinem Abitur 1977 am humanistischen Erich-Hoepner-Gymnasium absolvierte Krause, der ursprünglich an der Berliner Fachhochschule für Foto und Optik den Studiengang zum Kameramann belegen wollte, von 1978 bis 1979 ein Praktikum in einem Filmkopierwerk.

#### 1980er und 1990er Jahre
Entgegengesetzt seines vorherigen Berufsziels begann Krause jedoch im Anschluss ein Musikpädagogikstudium an der Hochschule der Künste Berlin und schloss dieses 1984 mit dem ersten Staatsexamen ab. Parallel zu seinem Studium, mit welchem auch Gesangsunterricht einherging, war Krause weiterhin als Synchronsprecher tätig und spielte in lokalen Musikformationen Schlagzeug, Vibraphon und Keyboard.
In den 1980er und 1990er Jahren war er unter anderem für Barry Miller in Fame – Der Weg zum Ruhm, Gale Hansen in Der Club der toten Dichter, Dana Carvey in Wayne’s World, Oliver Platt in Flatliners – Heute ist ein schöner Tag zum Sterben oder John Hannah in Vier Hochzeiten und ein Todesfall zu hören. Darüber hinaus war er an der deutschen Vertonung mehrerer Zeichentrickserien beteiligt, allen voran The Real Ghostbusters in der Rolle des Dr. Peter Venkman, als Donald Ducks Neffe Tick in DuckTales – Neues aus Entenhausen, als Erzähler in späteren Folgen des Metro-Goldwyn-Mayer Klassikers Tom und Jerry sowie als Dogbert in der Animationsserie Dilbert.

#### 2000er Jahre
Seit Beginn der 2000er Jahre synchronisierte Stefan Krause wiederkehrend Paul Giamatti in Filmen wie Sideways, Das Mädchen aus dem Wasser oder Paycheck – Die Abrechnung, Billy Boyd in der Trilogie Der Herr der Ringe, The Flying Scotsman oder Master & Commander – Bis ans Ende der Welt, Ewen Bremner in Sterben für Anfänger oder Mackenzie Crook in der Fluch der Karibik Reihe. Zudem war und ist er in Serien wie Scrubs – Die Anfänger, Gilmore Girls, 24, Sex and the City oder Boston Public zu hören. In der Kinderserie Die Garde der Löwen (The Lion Guard) ist er als Zazu zu hören.

### Hörspiele
Neben der Synchronisation ist Stefan Krause auch im Hörspielbereich beschäftigt. Seit 2008 spricht er in der Neuauflage das Schlossgespenst Hui Buh in der gleichnamigen Europa-Hörspielreihe. Zudem leiht er der Figur Dungring in der von Volker Sassenberg produzierten Fantasyreihe Abseits der Wege sowie der Figur Gucky in der Science-Fiction-Serie Perry Rhodan seine Stimme. Gastrollen übernahm Krause unter anderem in Tabaluga, Gabriel Burns, Point Whitmark oder Dorian Hunter. Im Rahmen der Hörveranstaltungen der Lauscherlounge tritt Stefan Krause seit 2011 gemeinsam mit Oliver Rohrbeck in der Alten Kantine der Berliner Kulturbrauerei mit einer Songtextlesung auf.
- 2014: Elodie Pascal: Blowback | Der Auftrag – Regie: Elisabeth Pulz (Hörspiel – DKultur)
- 2018: Ab Folge 79 Offenbarung 23 als Colin
- 2020: Ab Folge 132 Bibi Blocksberg als Sekretär Paul Pichler
- 2021: Ab Folge 148 Benjamin Blümchen als Sekretär Paul Pichler

### Hörbücher
- Tuvia Tenenbom: Allein unter Juden – Eine Entdeckungsreise durch Israel. Ungekürzte Lesung. Verlag Michael John, 2015, ISBN 978-3-942057-70-7 (MP3, 16 Stunden).
- Tuvia Tenenbom: Allein unter Deutschen – Eine Entdeckungsreise. Ungekürzte Lesung. Verlag Michael John, 2015, ISBN 978-3-942057-71-4 (MP3, 14 Stunden).
- Tuvia Tenenbom: Allein unter Amerikanern – Eine Entdeckungsreise. Ungekürzte Lesung. Verlag Michael John, 2016, ISBN 978-3-942057-72-1 (MP3, 14 Stunden).
- Tuvia Tenenbom: Allein unter Flüchtlingen – Eine Entdeckungsreise. Ungekürzte Lesung. Verlag Michael John, 2017, ISBN 978-3-942057-74-5 (MP3, 8 Stunden).

## Synchronrollen (Auswahl)
Pauly Shore
- 1987: Endlich wieder 18 als Barrett
- 1993: Schwiegersohn Junior als Crawl
- 1994: In the Army Now – Die Trottel der Kompanie als Bones Conway
- 1995: Chaos! Schwiegersohn Junior im Gerichtssaal als Tommy Collins
- 2003: Pauly Shore is Dead als Pauly Shore & Buckys Cousin

Billy Boyd
- 2001: Der Herr der Ringe: Die Gefährten als Pippin
- 2002: Der Herr der Ringe: Die zwei Türme als Pippin
- 2003: Der Herr der Ringe: Die Rückkehr des Königs als Pippin
- 2011: Moby Dick als Elijah

Ewen Bremner
- 2003: Skagerrak als Gabriel
- 2004: In 80 Tagen um die Welt als Inspektor Wilbur Fix
- 2011: Richard Hasenfuß – Held in Chucks als Julian

David Cross
- 2006: Coco, der neugierige Affe als Bloomsberry Jr.
- 2007: Loooser – How to Win and Lose a Casino als Larry Schwartzman
- 2015: Pitch Perfect 2 als Tommy

John Hawkes
- 1997: Steel Man als Mugger
- 2012: The Sessions – Wenn Worte berühren als Mark O’Brien

Yanic Truesdale
- 2000–2007: Für Yanic Truesdale in Gilmore Girls als Michel Gerard
- 2016: Gilmore Girls: Ein neues Jahr als Michel Gerard

Mackenzie Crook
- 2003: Fluch der Karibik als Ragetti
- 2006: Pirates of the Caribbean – Fluch der Karibik 2 als Ragetti

Paul Giamatti
- 2003: Paycheck – Die Abrechnung als Shorty
- 2011: Hangover 2 als Kingsley

Toby Jones
- 2012: Die Tribute von Panem – The Hunger Games als Claudius Templesmith
- 2013: Die Tribute von Panem – Catching Fire als Claudius Templesmith

### Filme
- 1979: Für Eddie Deezen in 1941 – Wo bitte geht’s nach Hollywood als Herbie Kazlminsky
- 1984: Für Robert Gordon in Der Staranwalt von Manhattan als Henry
- 1988: Für Kiefer Sutherland in Die Generation von 1969 als Scott
- 1993: Für Doug E. Doug in Cool Runnings – Dabei sein ist alles als Sanka Coffie
- 1998: Für W. Earl Brown in Verrückt nach Mary als Warren
- 1998: Für Tom Wood in Auf der Jagd als Deputy Marshal Noah Newman
- 1999: Für James Dreyfus in Notting Hill als Martin
- 2001: Für Rick Yune in The Fast and the Furious als Johnny Tran
- 2001: Für Martin Short in Jimmy Neutron – Der mutige Erfinder als Ooblar
- 2001: Für Matthew Whittet in Moulin Rouge als Satie
- 2003: Für Joshua Malina in Flight Girls als Randy Jones
- 2010: Für Kevin Sussman in Kiss & Kill als Mac Bailey
- 2011: Für Jim Breuer in Der Zoowärter als Die Krähe
- 2017: Für Brian d’Arcy James in The Secret Man als Robert Kunkel

### Serien
- 1972–1973: Für Nicholas Beauvy in Bonanza als Ron Lewis
- 1990–1991: Für Dave Coulier in The Real Ghostbusters als Dr. Peter Venkman
- 2005–2008: Für Jeff Bennett in Camp Lazlo als Raj
- 2011–2013: Für Jonathan Gould als Dave in Eddie Angsthorn
- 2011: Für Dave Foley in Desperate Housewives als Monroe Carter
- 2011–2017: Für Silas Weir Mitchell in Grimm als Monroe
- 2014: Für Mackenzie Crook in Almost Human als Rudy Lom
- 2015: Für Kevin Boyle in Motive
- 2016–2020: Für Jack Deam in Father Brown als Inspector Mallory
- 2017: Für Crispin Glover in American Gods als Mr. World
- 2020: Für Joe Exotic in Großkatzen und ihre Raubtiere als Joe Exotic

## Auszeichnungen
- Deutscher Preis für Synchron 2007 in der Kategorie Herausragende männliche Synchronarbeit als Stimme von Philip Seymour Hoffman in Capote